# Symfonie nr. 5 (Sjtsjerbatsjov)
Vladimir Sjtsjerbatsjov voltooide zijn Symfonie nr. 5 in 1948; hij bewerkte het stuk, de definitieve versie kwam gereed in 1950.
Sjtsjerbatsjov begon aan zijn vijfde symfonie in 1940. Hij schreef toen dat hij dacht dat hij er in 1941 wel klaar mee zou zijn. Andere symfonieën werden ook vlot geschreven. Hij had buiten de Tweede Wereldoorlog gerekend, want hij moest verhuizen van Leningrad naar Novosibirsk. De symfonie zou volgens sommige kenners gebaseerd zijn op Aleksandr Bloks Op het slagveld van Koelikovo, maar de componist liet daarover niets los. Sjtsjerbatsjov is een leerling van Maximilian Steinberg en Anatoli Ljadov, zijn muziek sluit dan ook meer aan op die van Aleksander Borodin, dan bijvoorbeeld de muziek van Dmitri Sjostakovitsj. De overeenkomst is het veelvuldig gebruik van Russische volksmelodietjes. Sjtsjerbatsjov was tijdgenoot van Nikolaj Mjaskovski en qua muziek trokken ze samen op. De symfonie van Sjtsjerbatsjov is een zogenaamde oorlogssymfonie, maar gericht op de lot van de Russen en niet zo zeer op de oorlog als actie. De muziek is romantisch en staat ver af van de hevigheid van de oorlogssymfonieën van Sjostakovitsj (nrs. 7 en 8).
Deze vijfde symfonie was het laatste grote werk van de componist, die tijdens het componeren nog wel geconfronteerd werd met de ban, die sommige componisten te beurt viel vanwege conformistisch gedrag. Dat zogenaamde streven naar moderniteit (lees onbegrijpelijke muziek) is in deze symfonie nergens te vinden, Sjtsjerbatsjov zal onder hem mom van deze smoes ergens anders voor gestraft zijn.
Delen
1. Lento assai, met Russische vergezichten
2. Allegro drammatico; Heroica, strijdlust
3. Lento; ter nagedachtenis van de helden;
4. Allegro moderato; Feest, overwinning met af en toe een terugblik op die oorlog

De eerste uitvoering vond plaats op 21 december 1948 door Jevgeni Mravinski met “zijn” Leningard Philharmonisch Orkest, definitieve versie was eerst hoorbaar in Kiev onder leiding van Natan Rakhlin op 21 oktober 1950, pas op 30 november was Leningrad aan de beurt.

## Discografie
- Uitgave Northern Flowers: Aleksandr Titov met het Sint Petersburg Staats Academische Symfonie Orkest in een opname van 2008 in de serie Muziek in oorlogstijd.